# Siltasaari (ö i Södra Savolax, S:t Michel)
Siltasaari är en halvö i sjön Rauhajärvi och i kommunen Kangasniemi i landskapet Södra Savolax, i den södra delen av Finland, 220 km nordost om huvudstaden Helsingfors. Ön är omkring 6,2 hektar och avskiljer Päälahti från resten av sjön. Över ön går en landsväg.